# Флаг Павловского городского поселения (Ленинградская область)
Флаг муниципального образования Па́вловское городское поселение Кировского муниципального района Ленинградской области Российской Федерации — опознавательно-правовой знак, служащий официальным символом муниципального образования.
Флаг утверждён 26 марта 2009 года решением Совета депутатов муниципального образования Павловское городское поселение № 7 и внесён в Государственный геральдический регистр Российской Федерации с присвоением регистрационного номера 4768.

## Описание
На сайте Министерства юстиции Российской Федерации представлено решение Совета депутатов муниципального образования Павловское городское поселение от 26 марта 2009 года № 7 со следующим описанием флага:
"Флаг муниципального образования Павловское городское поселение Кировского муниципального района Ленинградской области представляет собой прямоугольное полотнище с отношением ширины флага к длине — 2:3, воспроизводящее композицию герба муниципального образования Павловское городское поселение муниципального образования Кировский муниципальный район Ленинградской области в красном, жёлтом и белом цветах".
Геральдическое описание герба гласит: «В червлёном (красном) поле — стоящий на серебряном змии золотой лев с золотым языком, держащий золотую саблю в поднятой правой передней лапе».
На официальном сайте Администрации Павловского городского поселения утверждается, что данный текст решения является «ошибочным» и приводится «исправленное» решение со следующим описанием флага флага:
«Флаг муниципального образования Павловское городское поселение Кировского муниципального района Ленинградской области представляет собой прямоугольное полотнище с отношением ширины флага к длине — 2:3, воспроизводящее композицию герба муниципального образования Павловское городское поселение муниципального образования Кировский муниципальный район Ленинградской области в красном, жёлтом и белом цветах».
Геральдическое описание герба гласит: «В рассечённом червленью (красном) и лазурью (синем, голубом) поле серебряная, украшенная на носу конской головой ладья с таковым же развевающимся вымпелом на мачте и парусом, обременённом червлёным молотком в столб, вверху увенчанным червлёной посечённой искрой».

## Обоснование символики

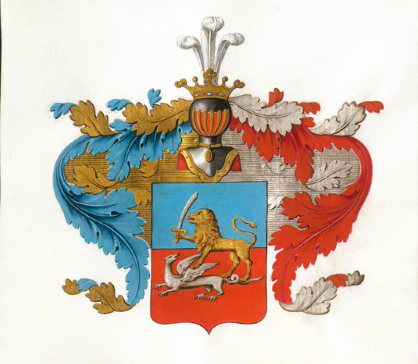
Герб рода Головастовых

Флаг составлен на основании герба муниципального образования Павловское городское поселение, в соответствии с традициями и правилами вексиллологии и отражает исторические, культурные, социально-экономические, национальные и иные местные традиции.
В черту современного Павлово входят исторические деревни Петрушино (Петрушкино, Большое и Малое), Лобаново (Усть-Мга, Елизаветино) и Анненское (Мойка, сельцо Резановское).
Петрушино владели представители старинного дворянского рода Голохвастовых. Описание гербе рода Голохвастовых гласит: «Щит разделён горизонтально на две части, из коих в верхней в голубом поле изображён золотой лев с мечом, стоящий на серебряном змие, означенном в нижней части в красном поле…». С одной стороны эти символы напоминают о старом Петрушино (Петрушкино), с другой — лев в геральдике — традиционный символ отваги, храбрости и неустрашимости.
Красный цвет — право, мужество, самоотверженность любовь, храбрость, неустрашимость. Символ труда, жизнеутверждающей силы, праздника, красоты, солнца и тепла.
Белый цвет (серебро) — чистота помыслов, правдивость, невинность, благородство, откровенность, непорочность, надежда.
Жёлтый цвет (золото) — могущество, сила, постоянство, знатность, справедливость, верность.